# یواس‌اس هاست (پی‌جی-۹۲)
یواس‌اس هاست (پی‌جی-۹۲) (به انگلیسی: USS Haste (PG-92)) یک کشتی بود که طول آن ۲۰۵ فوت (۶۲ متر) بود. این کشتی در سال ۱۹۴۲ ساخته شد.